# 鲍里斯·布拉黑尔

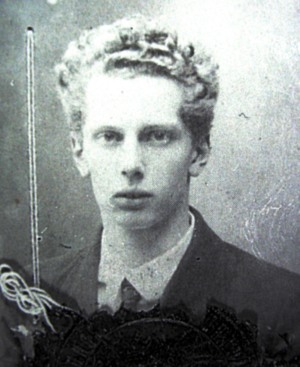
鲍里斯·布拉黑尔（摄于1922年的护照照片）

鲍里斯·布拉黑尔（德語：Boris Blacher，1903年1月19日—1975年1月30日），又译布拉赫，德国作曲家。

## 生平
布拉黑尔生于中国东北的牛庄镇（位于今日辽宁省营口市），有俄罗斯人、爱沙尼亚人和德国人的血统。他在中国和俄罗斯的亚洲地区度过了头几年的生活，并于1919年在哈尔滨定居。1922年，他完成学业后，前往柏林学习建筑和数学。两年后，他开始学习音乐，跟随弗里德里希·科赫学习作曲。纳粹掌权后，他被指控写颓废音乐，并失去在德累斯顿音乐学院的教学职位。 
1945年，他的教职得到恢复，后来还成为柏林艺术学院院长。他的学生包括阿里贝特·赖曼、尹伊桑、克劳斯·胡贝尔、戈特弗里德•冯•埃内姆和卡列维•阿霍等。
布拉黑尔的儿女包括德国女演员塔蒂亚娜·布拉黑尔和小提琴家科利亚·布拉黑尔。
布拉黑尔于1975年在柏林去世，享年72岁。

## 作品
主要作品包括：
- 1929年：哈贝梅亚嘉（Habemeajaja），室内歌剧，1987年首演
- 1931年：Streichtrio, drei Studien über jüdische Volkslieder
- 1932年：Kleine Marschmusik
- 1934年：阿拉·玛西亚（Alla Marcia）
- 1937年：管弦乐团的音乐会音乐
- 1938年：《交响曲》
- 1938年：一幕舞《La Vie》
- 1940年：歌剧FürstinTarakanowa
- 1940年：弦乐四重奏第二号
- 1943年：罗密欧与朱丽叶，室内歌剧，1950年的萨尔茨堡音乐节首演
- 1943年：德雷·普萨尔曼（Drei Psalmen）用于男中音和钢琴（诗篇142、141和121）
- 1945年：为弦乐和6打击乐器演奏Partita
- 1946年：基里亚纳（Chiarina），一部芭蕾舞剧
- 1946年：Die Flut（德语）无线电歌剧
- 1947年：帕格尼尼主题变奏曲，帕格尼尼（Paganini） Op. 26
- 1948年：Die Nachtschwalbe（德语）， Zeitoper一幕
- 1948年：小提琴协奏曲
- 1949年：哈姆雷特，芭蕾舞剧开场白和莎士比亚之后的三场戏（塔特娜娜·格索夫斯基）
- 1949年至1952年： Preußisches（童话），芭蕾，歌剧在六个场面
- 1950年： Lysistrata ，在亚里士多德之后的三个场景中演出芭蕾舞
- 1952年：第二钢琴协奏曲（可变米）
- 1953年： Abstrakte Oper Nr. 1（德语），一幕式实验歌剧
- 1954年：中提琴协奏曲，Op. 48
- 1955年：埃里卡·汉卡（Der Mohr von Venedig），芭蕾舞剧，共6幕，莎士比亚之后的尾声
- 1956年：Orchester-Fantasie Op. 51
- 1960年：罗莎蒙德·弗洛里斯（Rosamunde Floris），歌剧
- 1963年：Konzertstück创作五重奏和弦乐
- 1964年：大提琴协奏曲，由齐格弗里德·棕榈首演[2]
- 1964年：兹维申费尔·艾因纳·Notlandung，电子歌剧
- 1965年：特里斯坦（Tristan），芭蕾（Tatjana Gsovsky）的七个场景中的芭蕾舞剧
- 阿里亚德涅，短歌剧
- 1969年：阿纳卡奥纳（Alacaona），阿尔弗雷德·坦尼森（ Alfred Tennyson撰写的六首关于印度女王阿纳卡奥纳的诗）
- 1969年：20万塔勒，根据肖洛姆-阿莱汉姆的故事“ Dos groijse Gewins”演唱；在柏林德国歌剧院首演
- 1973年：伊冯（Princessin von Burgund），伊冯（Yvonne），四幕歌剧
- 1974年：大型管弦乐团诗歌（1974年），献给Tatjana Gsovsky
- 1974年：大提琴和钢琴的Variationenüberein Thema von Tschaikowsky（“Rokoko-Variationen”）

布拉黑尔还为哥特佛萊德·馮·艾内姆的两部歌剧创作了歌词。